# Прибиль, Иван Антонович
Иван Антонович Прибиль (1782—1866) — российский врач, доктор медицины; действительный статский советник.

## Биография
Чех по национальности. Родился 20 сентября 1782 года[по какому календарю?] в Богемии. Получил медицинское образование в Венском университете и имел степень доктора медицины и хирургии.
По вызову русского правительства 21 августа 1808 года он приехал в Россию, выдержал экзамен в Петербургской Медико-хирургической академии, утверждён вновь в степени доктора и поступил на русскую военно-медицинскую службу, навсегда оставшись в России. Сначала он был направлен в Грузию в расположение Саратовского мушкетёрского полка младшим лекарем. Затем служил ординатором в Херсонском военном госпитале. После окончания службы по контракту в 1816 году он вышел в отставку из военного ведомства и поступил акушером в Грузинскую врачебную управу.
Вновь был принят на военную службу 6 ноября 1819 года, на вакансию главного доктора Тифлисского военного госпиталя. В 1826 году был награждён орденом Св. Анны 2-й степени, в 1829 получил алмазные знаки к ордену. В 1833 году принял русское подданство, в 1834 году получил орден Св. Владимира 3-й степени, а в январе 1840 года получил чин действительного статского советника.
Как лечащий врач он был близок с семьей Чавчавадзе, лечил Грибоедова, мучавшегося приступами лихорадки. В 1837 году И. А. Прибиль сопровождал во время путешествия по Кавказу Николая I и был пожалован бриллиантовым перстнем с вензелем императора.
В 1846 году получил орден Св. Станислава 1-й степени.
В 1849 году он был назначен непременным членом Военно-медицинского учёного комитета; кроме того, он был совещательным членом Медицинского совета Министерства внутренних дел и почётным членом Общества русских врачей в Петербурге и других обществ. И. А. Прибиль был основателем и действительным членом Кавказского медицинского общества.
Был пожалован дипломом на потомственное дворянское достоинство 1 июля 1860 года.
Пользовался широкой известностью в тифлисском обществе, как опытный врач-практик.
Умер 24 февраля (8 марта) 1866 года в Тифлисе.

## Семья
Женился в 1812 году на грузинке-католичке Екатерине Осиповне Караевой. У них родились три сына и три дочери:
- Яков (1811—1892), медик, тайный советник
- Михаил (1817—1892), цензор
- Луиза (1822—1897)[3], жена Константина Ивановича Орловского
- Нина (1823—1898)[4], вышла замуж за Семёна Зубалова
- Николай (ок. 1826 — 1907), медик, тайный советник
- Юлия (1829—1906)[5], вдова тайного советника (Андрея Григорьевича?)